# Distrikt Paucartambo (Paucartambo)
Der Distrikt Paucartambo liegt in der Provinz Paucartambo in der Region Cusco in Südzentral-Peru. Der Distrikt wurde am 21. Juni 1825 gegründet. Er hat eine Fläche von 1091 km². Beim Zensus 2017 wurden 13.151 Einwohner gezählt. Im Jahr 1993 lag die Einwohnerzahl bei 11.028, im Jahr 2007 bei 12.057. Sitz der Distrikt- und Provinzverwaltung ist die auf einer Höhe von 3005 m gelegene Stadt Paucartambo mit 4329 Einwohnern (Stand 2017). Paucartambo liegt 47 km ostnordöstlich der Regionshauptstadt Cusco.

## Geographische Lage
Der Distrikt Paucartambo liegt in den Anden im zentralen Süden der Provinz Paucartambo. Der Río Paucartambo (Río Yavero) durchquert den Westen des Distrikts in nördlicher Richtung. Der Nordosten des Distrikts liegt im Einzugsgebiet des Río Alto Madre de Dios.
Der Distrikt Paucartambo grenzt im Westen an den Distrikt Colquepata, im Nordwesten an den Distrikt Challabamba, im Norden und im Osten an den Distrikt Kosñipata sowie im Süden an die Distrikte Ccarhuayo und Ccatca (beide in der Provinz Quispicanchi).